# مارثا واشنطن
مارثا واشنطن (بالإنجليزية: Martha Washington) ولدت في ( 2 يونيو 1731م - وتوفيت في 22 يوليو 1802م ) زوجة رئيس الولايات المتحدة الأول جورج واشنطن وأول سيدة أولى للولايات المتحدة الأمريكية منذ عام 1790م. تزوجت في البداية من دانييل بارك كوسيتس، الذي رُزقت منه بأربعة أطفال، ثم أصبحت أرملة في عمر الخامسة والعشرين. عاش اثنان من أطفالها من كوسيتس إلى سن الرشد. استخدمت ثروتها الضخمة في زواجها من واشنطن، إذ مكنه ذلك من شراء الأرض من أجل إضافتها إلى عقاراته الشخصية. أحضرت معها أيضًا نحو مئة من العبيد المتوارثين لتستخدمهم خلال حياتها. عادوا هم وسلالتهم عند وفاتها إلى ممتلكات زوجها الأول وورثوا ورثته. لم تُرزق هي وواشنطن بأطفال معًا، لكنهما ربّيا أطفالها الناجين من والدهم دانييل بارك كوستيس، بمن فيهم الابن جون «جاكي» بارك كوستيس. إضافة إلى أنهما ساعدا كلًا من أسرهم الممتدة أيضًا.

## العائلة والخلفية
وُلدت مارثا داندريدج في 2 يوينو، 1731 في مزرعة والديها بستان الكستناء في مستعمرة بريطانية، في محافظة فيرجينيا. كانت الابنة الأكبر لجون داندريدج (1700-1756)، وهو مزارع من فيرجينيا ومهاجر من إنجلترا، وزوجته فرانسيس جونز (1710-1785)، التي ولدت أمريكية ولها أصول إنجليزية وويلزية وفرنسية. كان لدى مارثا ثلاثة أخوة وأربع أخوات هم: جون (1733-1749) وويليام (1734-1776)، وبارثولوميو (1737-1785)، وآنا ماريا «فاني» باسيت (1739-1777)، وفرانسيس داندريدج (1744-1757)، وإليزابيث آيليت هينلي (1749-1800)، وماري داندريدج (1756-1763).
يوجد احتمال أن مارثا كانت تمتلك شقيقة غير شرعية هي آن داندريج كوستين (سنوات الولادة والوفاة مجهولة)، وُلدت في العبودية (عبدةً). كانت والدة كوستين مُستعبدة من أصل إفريقي وشيروكي، وكان يُعتقد أن والدها هو جون داندريدج. وربما يكون والد مارثا قد أنجب أخًا غير شقيق لمارثا خارج نطاق الزواج اسمه رالف داندريدج (سنوات الولادة والوفاة مجهولة)، الذي كان على الأغلب أبيض اللون.

## زواجها الأول
في 15 مايو، 1750، عندما كان عمرها 18 عامًا، تزوجت مارثا من دانييل بارك كوستيس، وهو مزارع ثري يكبرها بعقدين، وانتقلا إلى مقر إقامته في مزرعة البيت الأبيض، الواقعة على الشاطئ الجنوبي لنهر بامونكي، على بعد عدة أميال من بستان الكستناء. رُزقا بأربعة أطفال دانييل وفرانسيس وجون ومارثا. دانييل (19 نوفمبر، 1751-19 فبراير، 1754) وفرانسيس (12 آبريل، 1753- 1 آبريل، 1757) الذين توفيا عندما كانا طفلين. الطفلان الآخران هما جوني (جاكي) بارك كوستيس (27 نوفمبر، 1754- 5 نوفمبر، 1781) ومارثا («باتسي») بارك كوستيس (1756- 19 يونيو، 1773)، اللذين عاشا إلى سن الرشد. تركتها وفاة زوجها في عام 1757 أرملة غنية شابة في الخامسة والعشرين من عمرها، وتمتلك سيطرة مستقلة على الإرث الباقي بعد وفاته لكامل حياتها، إضافة إلى سيطرة الوصاية على إرث أولادها القاصرين. بالمجمل أصبحت تمتلك 17.500 فدان من الأراضي و300 من العبيد المتوارثين، وذلك بمعزل عن الاستثمارات والنقود. وفقًا لكاتب سيرة حياتها «تمكنت من إدارة المزارع الخمسة التي تركها لها زوجها الأول بعد وفاته، لتساوم تجار لندن على أفضل أسعار التبغ».

## زواجها الثاني

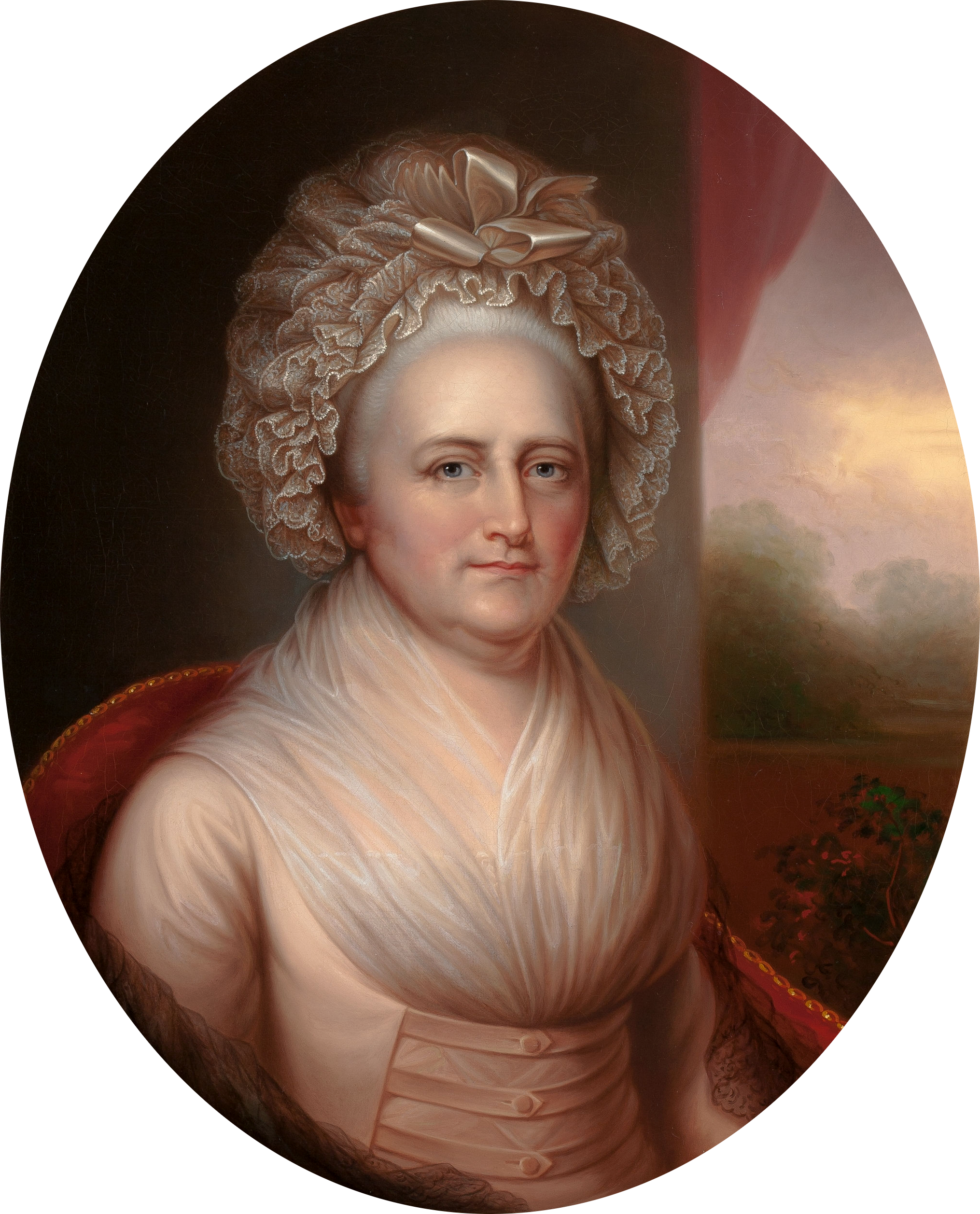
مارثا واشنطن لرامبرانت بيل.

تزوجت مارثا كوستيس، 27 عامًا، وجورج واشنطن، تقريبًا 27 عامًا، في 6 يناير، 1759، في مزرعة البيت الأبيض. بصفته رجلًا عاش في المنطقة وامتلك عقارات فيها، فإن واشنطن كان على الأغلب يعرف مارثا ودانييل بارك كوستيس لبعض الوقت قبل وفاة دانييل. خلال شهر مارس عام 1758 زارها في البيت الأبيض مرتين، وفي المرة الثانية، غادر إما مع تعهد بالزواج أو على الأقل مع وعد منها بأنها ستفكر في عرضه. في ذلك الوقت كانت أيضًا تتلقى الغزل من المزارع تشارلز كارتر، الذي كان أكثر ثراء من واشنطن.
كان حفل الزفاف كبيرًا. كانت بدلة واشنطن باللونين الأزرق والفضي مع زركشة حمراء وأبازيم ركبة ذهبية. ارتدت العروس أحذية حريرية أرجوانية اللون مع أبازيم لماعة، وهي معروضة في جبل فيرنون. قضى الزوجان شهر عسلهما في مزرعة البيت الأبيض لعائلة كوستيس لعدة أسابيع قبل الاستقرار في منزل مزرعة جبل فيرنون في واشنطن. يبدو أنهما حظيا بزواجٍ ناجحٍ. لم تُرزق مارثا وجورج واشنطن معًا بأي أطفال، لكنهما ربيا أطفال مارثا الباقين على قيد الحياة. في عام 1773 توفيت ابنتها باتسي عندما كان عمرها 16 عامًا أثناء نوبة صرع. ترك جون بارك «جاكي» كلية كينغ في ذلك الخريف، وتزوج من إليانور كلفرت في فبراير عام 1774.
كان جون يعمل مساعدًا مدنيًا لجورج واشنطن خلال حصار يورك تاون في عام 1781 خلال الحرب الثورية الأمريكية عندما توفي بسبب «حمى المعسكر» (غالبًا بسبب التيفوس الوبائي). بعد وفاته، ربى واشنطن أصغر طفلين له بين الأربعة، إليانور (نيلي) بارك كوستيس (31 مارس، 1779- 15 يوليو، 1852)، وجورج واشنطن بارك (واشي) كوستيس (30 آبريل، 1781، 10 أكتوبر، 1857). بقيت الطفلتان الكبيرتان مع والدتهما. وفّرت عائلة واشنطن أيضًا الدعم المالي والشخصي لأبناء الأخوة وبناتهم وأعضاء آخرين غيرهم في كل من عائلتي داندريج وواشنطن.
كانت مارثا واشنطن راضية في عيش حياة خاصة في جبل فيرنون وفي منازلها في مزرعة كوستيس، فتبعت واشنطن إلى معسكراته الشتوية لمدة ثماني سنوات. ساعدت في الحفاظ على الروح المعنوية بين الضباط.

## روابط خارجية
- مارثا واشنطن على موقع الموسوعة البريطانية (الإنجليزية)
- مارثا واشنطن على موقع إن إن دي بي (الإنجليزية)